# Агатангел Стефанакис
Агатангел Стефанакис (на гръцки: Αγαθάγγελος) е гръцки духовник, митрополит на Вселенската патриаршия.

## Биография
Роден е в 1840 година на остров Антигони - един от Принцовите острови - със светско име Стефанакис (Στεφανάκης). Под покровителството на митрополит Агатангел Драмски учи в Халкинската семинария. Става монах и митрополит Агатангел го ръкополага за дякон. Завършва Богословския факултет на Атинския университет, след което прави следдипломна квалификация в Германия.
В 1872 година заминава за Ефеската епархия, където е преместен митрополит Агатангел. След това служи като проповедник в Смирненската епархия.
На 25 март 1875 година е ръкоположен за презвитер. На 30 март 1875 година е ръкоположен в Смирна за мирски епископ, викарий на Смирненската митрополия.
На 3 септември 1877 година е избран за сисанийски митрополит в Сятища. Владичеството му е активно, Агатангел е добър ретор, публикува статии в „Еклисиастики Алития“, както и книга върху апостол Павел. По време на владичеството му в Сятища е нападнат от бандити, които едва не го убиват.
Агатангел страда от рак на стомаха. Заминава на лечение в Солун, Цариград и Виена. В 1882 година се връща и след няколко дни на 17 юли умира. Погребан е в църквата „Свети Димитър“.
Името му носи улица в Сятища.